# 인경석
인경석(印敬錫, 1946년 ~ )은 대한민국의 공무원이자 제2대 경기복지재단 대표이사와 경기도사회복지공제회 이사장을 맡고 있는 공공기관단체장이다.

## 생애
인천 제물포고등학교와 서울대학교 법대를 나와 미국 시라큐스 대학교에서 행정학 석사를, 런던정치경제대학교 대학원에서 박사 학위를 받았다.
제7회 행정고시에 합격하고, 총무처에서 공직생활을 시작하여 보건복지부에서 1995년까지 근무했다. 김대중 정부에서 1998년 3월 10일부터 1999년 6월 16일까지 국무총리실 사회문화조정관을 역임하고, 1999년부터 2002년까지 국민연금관리공단 이사장으로 재임하면서 행정 분야에 능통한 인물로 평가받아 왔다.
2011년 1월부터는 경기복지재단의 대표이사를 맡고 있다.

## 학력
- 인천중학교
- 제물포고등학교
- 서울대학교 법학
- 시러큐스 대학교대학원 행정학 석사
- 중앙대학교 대학원 사회정책 박사
- 런던정치경제대학교 대학원 박사

## 경력
- 1969년 제7회 행정고시 합격
  - 국무총리실 사회문화조정관
  - 보건복지부 사회복지정책실 실장
- 1998년 3월 10일 ~ 1999년 6월 16일 국무총리실 사회문화조정관
- 1999년 ~ 2002년 국민연금관리공단 이사장
  - 한림대학교 사회복지학과 교수
- 2005년 7월 한국사회복지정책학회 회장
- 2010년 1월 경기복지재단 이사
- 2011년 12월 ~ 제2대 경기복지재단 대표이사
- 2013년 4월 ~ 제3대 경기도사회복지공제회 이사장